# David Trimble (Politiker, 1782)
David Trimble (* Juni 1782 im Frederick County, Virginia; † 20. Oktober 1842 im Greenup County, Kentucky) war ein US-amerikanischer Politiker. Zwischen 1817 und 1827 vertrat er den Bundesstaat Kentucky im US-Repräsentantenhaus.

## Werdegang
David Trimble besuchte bis 1799 das College of William & Mary in Williamsburg. Nach einem anschließenden Jurastudium und seiner Zulassung als Rechtsanwalt begann er in Mount Sterling in diesem Beruf zu arbeiten. Trimble nahm auch in verschiedenen Funktionen am Britisch-Amerikanischen Krieg von 1812 teil.
Politisch war er Mitglied der Demokratisch-Republikanischen Partei. Bei den Kongresswahlen des Jahres 1816 wurde er im ersten Wahlbezirk von Kentucky in das US-Repräsentantenhaus in Washington, D.C. gewählt, wo er am 4. März 1817 die Nachfolge von Thomas Fletcher antrat. Nach vier Wiederwahlen konnte er bis zum 3. März 1827 fünf zusammenhängende Legislaturperioden im Kongress absolvieren. In den 1820er Jahren schloss sich Trimble der Bewegung um Präsident John Quincy Adams an. Diese stand in Opposition zur Bewegung um seinen Nachfolger Andrew Jackson, aus der später die Demokratische Partei hervorging. Zwischen 1819 und 1821 war Trimble Vorsitzender des Ausschusses zur Kontrolle der Ausgaben des Finanzministeriums. Außerdem war er zur gleichen Zeit Mitglied im Wahlausschuss.
Bei den Wahlen des Jahres 1826 verlor David Trimble gegen Henry Daniel. Danach zog er sich aus der Politik zurück. Er starb am 20. Oktober 1842 auf seinem Anwesen „Trimble’s Furnace“.